# 天目东路
天目东路是中国上海市静安区（原闸北区东南部）的一条东西向交通干道，东起河南北路，西至浙江北路，全长572米，宽35.5至37.8米。
天目东路的辟筑始于清朝末年。此处原是一条小河浜，是1899年划定的上海公共租界的北部界限，1904年，上海公共租界工部局填浜修筑此路，名为界路（Boundary Road），道路南半部及南侧属于公共租界管理，北半部及北侧属于华界。不久，沪宁铁路的上海北站设于路北侧。1943年，汪精卫政权接收租界，将界路以浙江天目山改名为天目路。1963年，天目路、新民路和广肇路统一命名，分别改为天目东路、天目中路和天目西路。

## 交会道路（东向西）
- 宝山路、河南北路
- 山西北路
- 康乐路
- 浙江北路